# Circuito Internacional de Sepang
O Circuito Internacional de Sepang é um autódromo localizado em Sepang, na Malásia. É conhecido por ter  abrigado anualmente a Fórmula 1 até 2017 e a MotoGP desde 1999.

## História

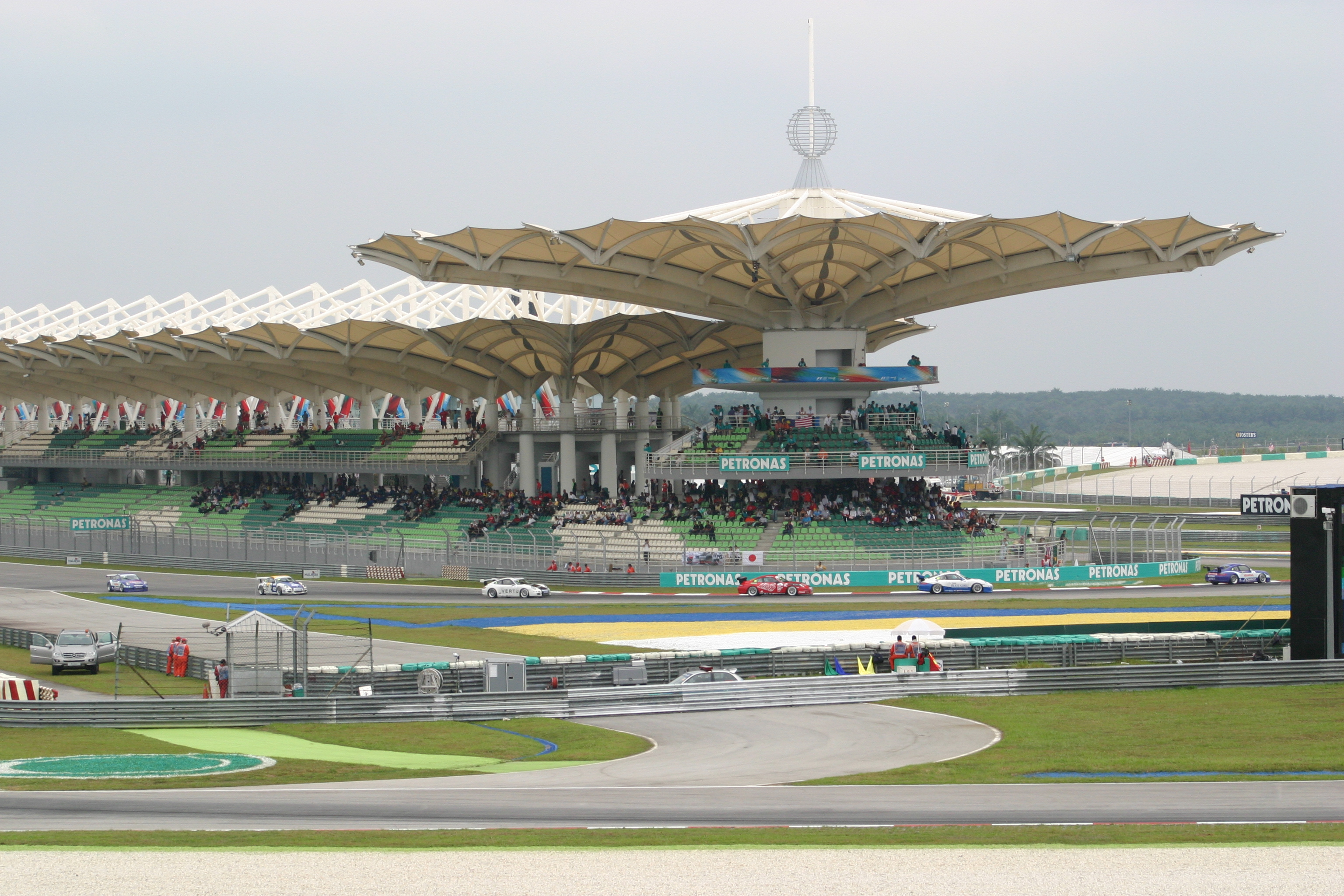
A famosa arquibancada do Circuito de Sepang

Este foi o primeiro circuito projetado de raiz pelo arquiteto alemão Hermann Tilke que sediou a Fórmula 1. Até então, ele tinha sido responsável pelo projeto realizado em 1997 para atualizar o circuito austríaco atualmente conhecido como Red Bull Ring.
O circuito foi inaugurado oficialmente pelo quarto Primeiro-ministro da Malásia Tun Mohamad. A inauguração foi realizada no dia 7 de março de 1999, às 20h30.
O primeiro grande prémio de MotoGP ocorreu no dia 20 de abril de 1999 e o de Fórmula 1 no dia 17 de setembro do mesmo ano.
O primeiro vencedor na Fórmula 1 foi Eddie Irvine que corria pela Ferrari. A corrida foi marcada pelo retorno de Michael Schumacher após o grave acidente que teve em Inglaterra, em 1999.

## Pista

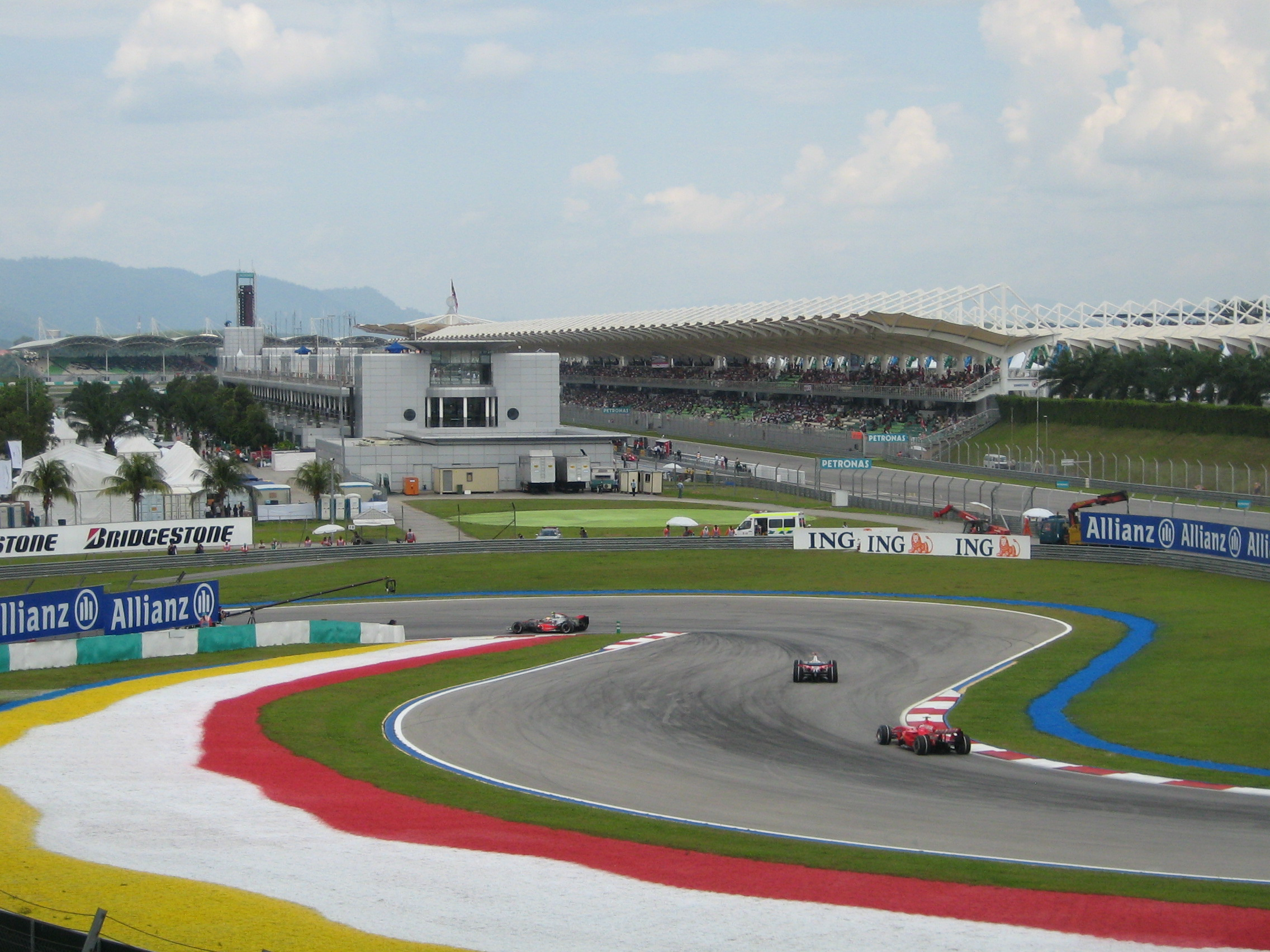
Prova de qualificação na Fórmula 1, disputada na pista

O circuito de Sepang é corrido no sentido horário. A pista tem como principal característica a sua largura, sendo a pista mais larga de todo o calendário da Fórmula 1 e da MotoGP (largura média de 16 metros). Também apresenta uma boa mistura de curvas de alta, média e baixas velocidades, com duas grandes retas praticamente paralelas unidas por um gancho lento e divididas pelas famosas arquibancadas do circuito, que permitem ver boa parte do circuito.
O asfalto é quase um tapete. Utilizando um tipo chamado polimérico, o piso tem aderência e nivelamento acima da média. Em caso de chuva, o processo de drenagem é muito mais rápido que no asfalto comum. O paddock, com escritórios exclusivos para as equipes e uma funcional sala de imprensa, também é considerado o melhor do mundo. Os malaios parecem ter chegado na F-1 para ficar.
A perfeição de Sepang gerou um curioso efeito: todos os outros circuitos da temporada receberam  obras para não ficar muito atrás do autódromo asiático. Interlagos, por exemplo, importou duas idéias: também fez recapeamento utilizando o asfalto polimérico e construiu uma área nova no paddock, com escritórios para as equipes. A falta de espaço para trabalhar durante o GP Brasil sempre foi uma reclamação constante das escuderias da Fórmula 1.
A situação meteorológica que se costuma ter durante os grandes prémios é de forte calor e humidade, pois o país tem clima equatorial, por isso há sempre grande expetativa de chuva.

## Configurações atuais
Como muitos outros circuitos existentes, o circuito de Sepang permite a utilização de diferentes configurações.

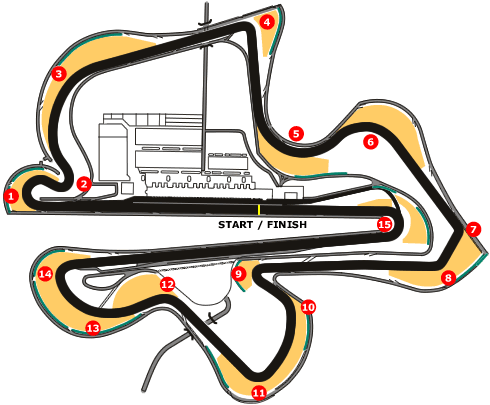
Grand-Prix Track: Comprimento: 5.542 km.
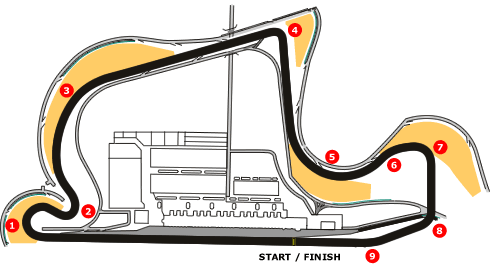
North Track: Comprimento: 2.706 km.
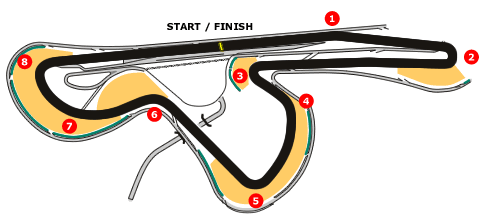
South Track: Comprimento: 2.609 km.
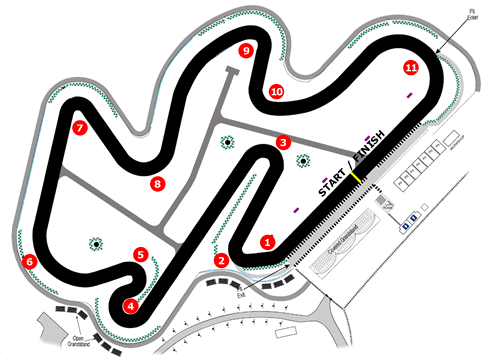
Go-Kart track: Comprimento: 1.247 km.

## Recordes do circuito
| Categoria | Piloto             | Equipa   | Tempo    | Ano  |
| --------- | ------------------ | -------- | -------- | ---- |
| Fórmula 1 | Juan Pablo Montoya | Williams | 1:34.223 | 2004 |
| MotoGP    | Casey Stoner       | Ducati   | 2:02.108 | 2007 |

Nota: A volta mais rápida realizada no circuito foi de Fernando Alonso, em 2005, mas não foi realizada em corrida. Só os tempos realizados em corrida são considerados como recordes.

## Vencedores

### Fórmula 1
| Ano  | Piloto               | Chassi/Motor       | Detalhes |
| ---- | -------------------- | ------------------ | -------- |
| 2017 | Max Verstappen       | Red Bull-TAG Heuer | Detalhes |
| 2016 | Daniel Ricciardo     | Red Bull-TAG Heuer | Detalhes |
| 2015 | Sebastian Vettel     | Ferrari            | Detalhes |
| 2014 | Lewis Hamilton       | Mercedes           | Detalhes |
| 2013 | Sebastian Vettel     | Red Bull-Renault   | Detalhes |
| 2012 | Fernando Alonso      | Ferrari            | Detalhes |
| 2011 | Sebastian Vettel     | Red Bull-Renault   | Detalhes |
| 2010 | Sebastian Vettel     | Red Bull-Renault   | Detalhes |
| 2009 | Jenson Button        | Brawn-Mercedes     | Detalhes |
| 2008 | Kimi Räikkönen       | Ferrari            | Detalhes |
| 2007 | Fernando Alonso      | McLaren-Mercedes   | Detalhes |
| 2006 | Giancarlo Fisichella | Renault            | Detalhes |
| 2005 | Fernando Alonso      | Renault            | Detalhes |
| 2004 | Michael Schumacher   | Ferrari            | Detalhes |
| 2003 | Kimi Räikkönen       | McLaren-Mercedes   | Detalhes |
| 2002 | Ralf Schumacher      | Williams-BMW       | Detalhes |
| 2001 | Michael Schumacher   | Ferrari            | Detalhes |
| 2000 | Michael Schumacher   | Ferrari            | Detalhes |
| 1999 | Eddie Irvine         | Ferrari            | Detalhes |

### MotoGP
| Ano  | Piloto           | Equipa          | Detalhes        |
| ---- | ---------------- | --------------- | --------------- |
| 2013 | Dani Pedrosa     | Honda           | Detalhes        |
| 2012 | Dani Pedrosa     | Honda           | Detalhes        |
| 2011 | prova cancelada  | prova cancelada | prova cancelada |
| 2010 | Valentino Rossi  | Yamaha          | Detalhes        |
| 2009 | Casey Stoner     | Ducati          | Detalhes        |
| 2008 | Valentino Rossi  | Yamaha          | Detalhes        |
| 2007 | Casey Stoner     | Ducati          | Detalhes        |
| 2006 | Valentino Rossi  | Yamaha          | Detalhes        |
| 2005 | Loris Capirossi  | Ducati          | Detalhes        |
| 2004 | Valentino Rossi  | Yamaha          | Detalhes        |
| 2003 | Valentino Rossi  | Honda           | Detalhes        |
| 2002 | Max Biaggi       | Yamaha          | Detalhes        |
| 2001 | Valentino Rossi  | Honda           | Detalhes        |
| 2000 | Kenny Roberts Jr | Suzuki          | Detalhes        |
| 1999 | Kenny Roberts Jr | Suzuki          | Detalhes        |

## Ligações Externas
- Site Oficial.
- Fórmula 1.